# Schwimmbad Musikclub

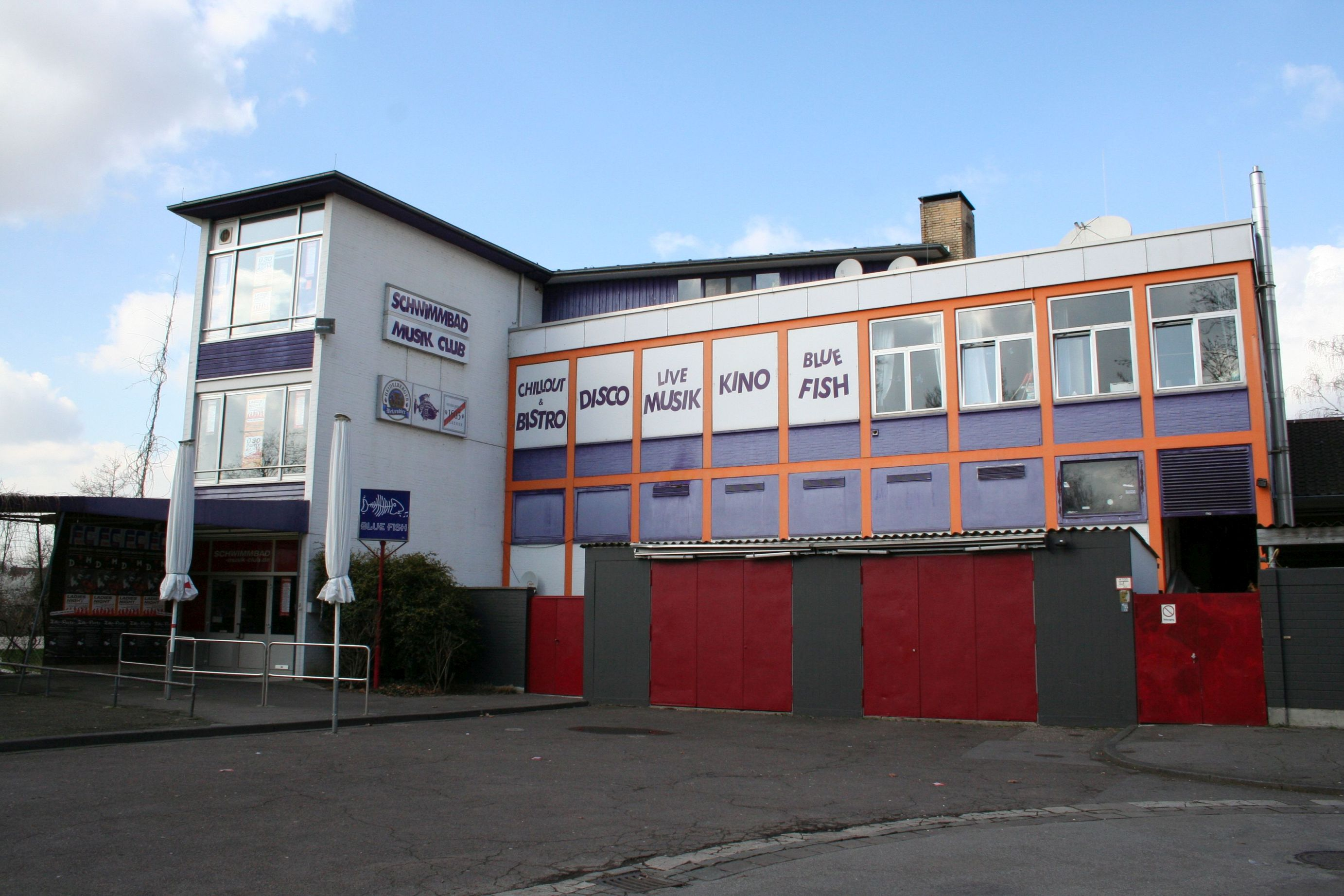
Schwimmbad-Musikclub in Heidelberg (März 2007)

Der Schwimmbad Musikclub war eine Diskothek in der baden-württembergischen Groß- und Universitätsstadt Heidelberg. Mit den Auftritten von mehr als tausend Bands über mehrere Jahrzehnte erlangte die Diskothek über die Stadtgrenzen von Heidelberg hinaus Bekanntheit.

## Geschichte

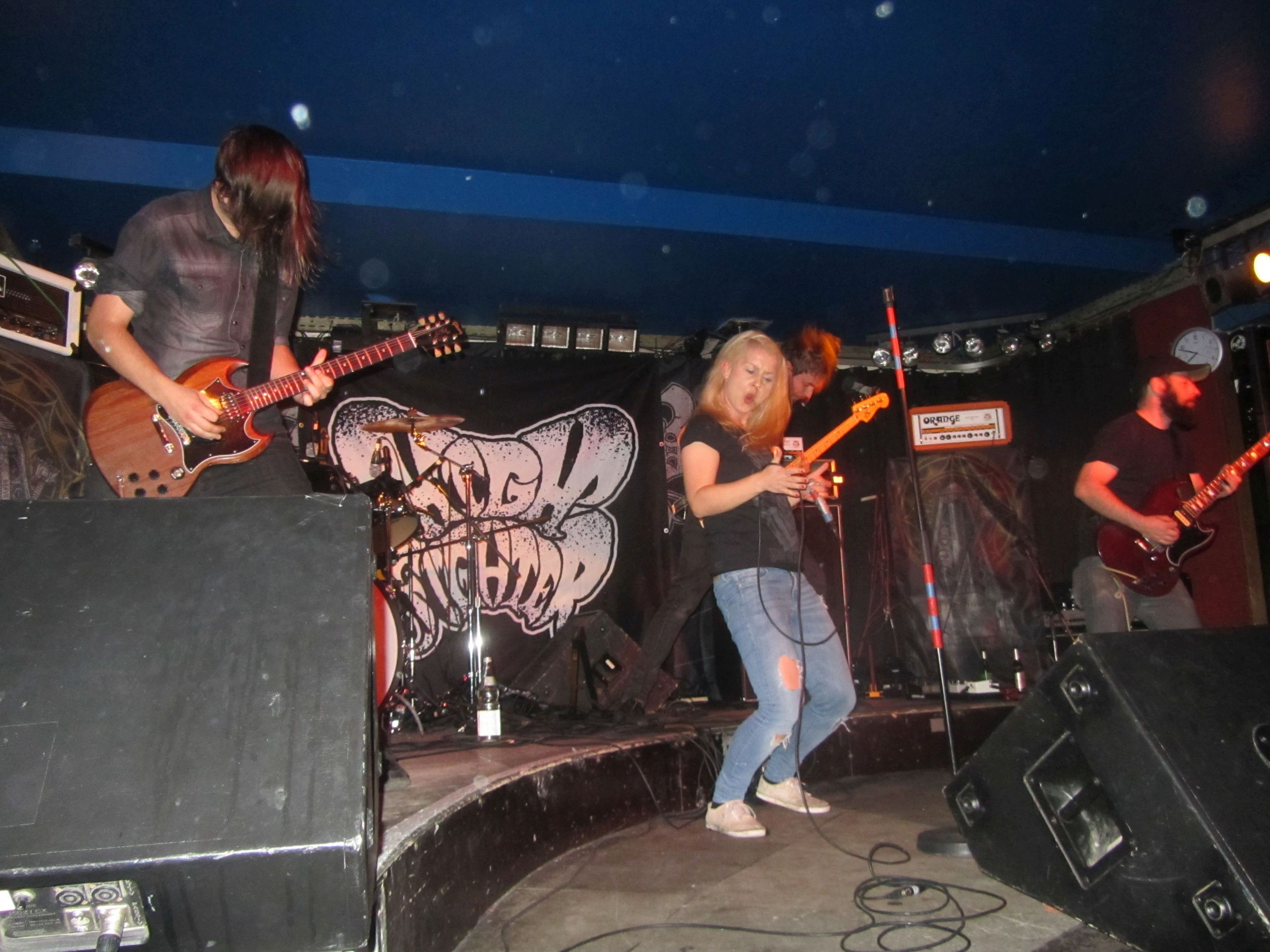
Auftritt der Sludge-Metal-Band High Fighter im Schwimmbad-Club (November 2015)

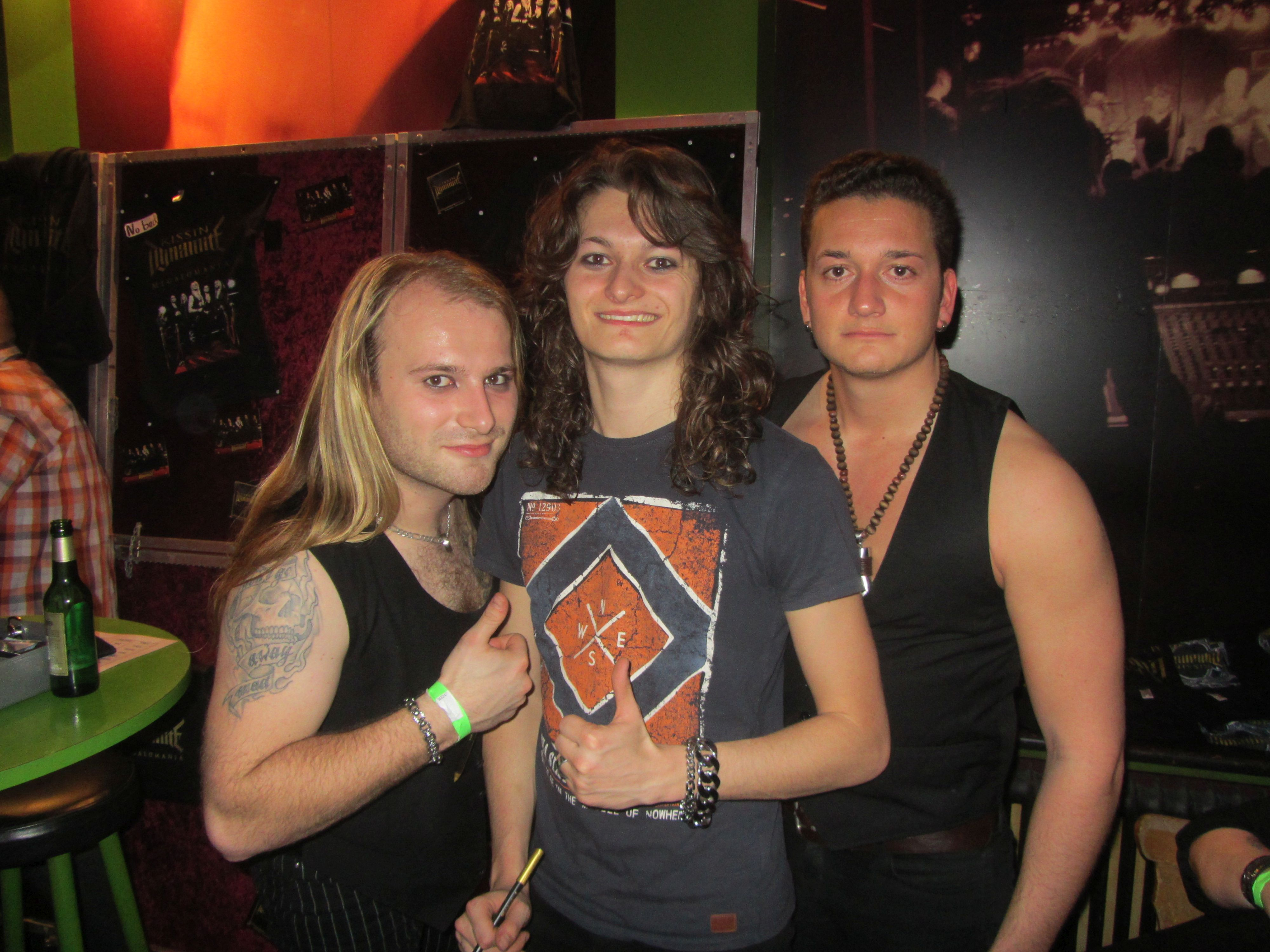
Als letzte Hard'n'Heavy-Band vor der Schließung trat im Schwimmbad-Club im Dezember 2015 Kissin’ Dynamite auf

Das Gebäude wurde in den 1950er Jahren erbaut und war ursprünglich ein Restaurant des anliegenden städtischen Freibads Tiergartenbad gewesen. Ab 1979 diente das vierstöckige Gebäude, auf Initiative des Kulturzentrums Goldene Krone in Darmstadt, als Räumlichkeit der Diskothek, in der aufstrebende Bands debütierten. Unter der Geschäftsführung des Gastronomen Günther Fanton († März 2004) und seines Neffen Gerhard Niedermair, der den Musikclub bis Frühjahr 2008 weiterbetrieb, konnte sich der Schwimmbad-Musikclub im Laufe der 1980er Jahre im kulturellen Nachtleben der Metropolregion Rhein-Neckar etablieren. Die ersten 18 Jahre buchte Sharon Levinson, Musik-Managerin und Frau von Ax Genrich, die Bands. Einige Rock-Bands hatten dort ihre ersten Auftritte zu einem Zeitpunkt, als sie noch nicht überregional oder gar international bekannt waren, darunter etwa Die Fantastischen Vier (Oktober 1992), Nirvana, Hole, Henry Rollins, Green Day (5. Mai 1994), Monster Magnet, Liquido oder Fury in the Slaughterhouse. Da Clubbetreiber Gerhard Niedermair eng mit einer holländischen Booking-Agentur zusammenarbeitete, die Rockbands der amerikanischen Plattenfirma Sub Pop für den europäischen Konzertmarkt betreute, spielten bei diesem Indie-Label unter Vertrag stehende Musikgruppen wie The Afghan Whigs, Mudhoney, Soundgarden, The Walkabouts und die erwähnte Grunge-Band Nirvana in dem kurpfälzischen Musikclub. Der Konzertraum mit einer kleinen Bühne fasste ungefähr 300 Besucher. Für den Auftritt von Nirvana am 15. November 1989 zahlte der Musikclub eine Künstlergage von 800 D-Mark an die dreiköpfige Band.

## Nutzungsende
Das Gebäude hielt zuletzt unter anderem den brandschutztechnischen Bestimmungen nicht mehr stand. Außerdem wären umfangreiche Sanierungen notwendig gewesen, welche die Stadtwerke Heidelberg, als Eigentümer des Gebäudes, nicht finanzieren konnten. In der Folge war das Gebäude am 31. Dezember 2015 zum letzten Mal für die dort beheimatete Diskothek nutzbar. Als letzte Rockband vor der Schließung spielte darin am 27. Dezember 2015 die schwäbische Heavy-Metal-Gruppe Kissin’ Dynamite. Für den Anfang des Jahres 2017 war der Abriss des Hauptgebäudes vorgesehen, der im April und Mai 2017 durchgeführt wurde.
Mittlerweile befinden sich auf dem umgestalteten Gelände der Mare Heidel-Beach für Open-Air-Veranstaltungen und das Kinderparadies im Heidelgarden mit Hüpfburg und Klettergerüst unter freiem Himmel.